# UB-93号潜艇
陛下之UB-93号艇是德意志帝国海军于第一次世界大战期间建造的其中一艘UB-III型近岸潜艇或称U艇。它由汉堡的伏尔铿船厂承建，于1918年4月12日新船下水，至同年5月15日交付使用。其全长55.52米，水面及水下排水量分别为510吨和640吨，艇载武器则包括五具500毫米鱼雷发射管以及一门105毫米口径甲板炮。UB-93号入役后曾被部署至第二区舰队，并参与了大西洋潜艇战。然而在两次巡逻期间，该艇未能击沉任何舰船。战后，根据对德停战协定的要求，UB-93号于1918年11月21日被引渡至英国哈维奇正式向协约国投降，至1922年在罗彻斯特拆解报废。

## 设计
UB-93号是汉堡伏尔铿船厂承建的UB-III型第三批次（UB-88至UB-102号）的六号艇，由德意志帝国海军潜艇监察局于1917年2月6日订购，至1918年4月12日下水。其全长55.52米，舷宽5.76米。艇体采用双壳体结构，水面及水下排水量分别为510吨和640吨，浮起时的吃水深度为3.73米。由于无需像UC-II型艇那样提供水雷布设装置，设计工程师对潜艇舷弧进行了优化，增大了司令塔体积，配备两具潜望镜，司令塔与控制室之间增加一道水密舱壁。这些改进显著提高了潜艇的水下机动性和生存力。为了达到更高的航速，UB-93号采用两台猛狮-伏尔铿六缸四冲程550匹公制馬力（405千瓦特）柴油机用于水面运行，以及两台394匹公制馬力（290千瓦特）的西门子-舒克特电动发电机用于水下航行；水面最高航速13節（24每小時），水下7.4節（13.7每小時）；能够在水面以6節（11每小時）航速续航7,120海里（13,190），或以4節（7.4每小時）连续在水下航行55海里（102）而无需充电。
UB-93号的主武器为五具500毫米艇艏鱼雷发射管，其中艇艏四具采用层叠式布局分居两侧、艇艉一具，并可搭载合共10枚G6型鱼雷。辅助武器则是一门105毫米45倍径速射炮。其标准船员编制为3名军官加31名水兵。

## 服役历史
1918年5月15日，UB-93号在前U-79和U-78号艇长、海军预备役中尉卡尔·图雷的指挥下正式入役，随即展开海试。完成海试后，海军上尉弗里德里希·格廷于同年6月2日接任艇长，至8月22日才率艇投入前线，加入北海战区的第二潜艇区舰队，得以参与大西洋潜艇战。然而在两次巡逻期间，该艇未能取得任何战功，也没有击沉任何舰船。战后，根据对德停战协定的要求，UB-93号于1918年11月21日被引渡至英国哈维奇正式向协约国投降，至1922年在罗彻斯特拆解报废。

## 脚注
1. ↑  Rössler，第61頁.
2. 1 2  Helgason, Guðmundur. . German and Austrian U-boats of World War I - Kaiserliche Marine - Uboat.net.   [2022-05-19].
3. 1 2 3 4  Gröner 1991，第25-30頁.
4. 1 2  Helgason, Guðmundur. . German and Austrian U-boats of World War I - Kaiserliche Marine - Uboat.net.   [2015-03-09].
5. 1 2  Helgason, Guðmundur. . German and Austrian U-boats of World War I - Kaiserliche Marine - Uboat.net.   [2015-03-09].
6. ↑  陈进，第239頁.